# آنتا هاولیچکووا
آنتا هاولیچکووا (انگلیسی: Aneta Havlíčková؛ زادهٔ ۳ ژوئیهٔ ۱۹۸۷) بازیکن والیبال اهل جمهوری چک است.
از باشگاه‌هایی که در آن بازی کرده‌است می‌توان به اشاره کرد.